# Right Here, Right Now (My Heart Belongs to You)
Pour les articles homonymes, voir Right Here, Right Now.
Singles de Agnes Carlsson
Stranded
(2006)
Right Here Right Now (My Heart Belongs to You) est le 1er single de la chanteuse suédoise Agnes Carlsson, sorti le 7 décembre 2005.

## Charts
| Chart (2005-2006) | Meilleure position | Certification | Ventes physiques |
| ----------------- | ------------------ | ------------- | ---------------- |
| Suède             | 1                  | 2 × Platine   | + 40 000         |